# Castrul roman de la Feldioara

## Descriere și istoricul cercetărilor
Pe o terasă joasă (la S de satul actual) de pe malul stâng al Oltului, din punctul Cetățea/Cetate, există  urme vizibile parte a castrului auxiliar (în partea de N-E porțiune ridicată — val de pământ). Săpăturile sistematice între 1973–1979 efectuate de N. Gudea și I. Pop au conturat faze de construcție.
Materialul tegular atestă în staționarea cohors II Flavia Numidarum până în epocă Antoniniană.

## Dimensiuni
Dimensiunile valului primului castru erau de 8 m lățime și 1,25 m înălțime alăturat unui șanț de apărare ce avea deschiderea de 11 m și 1,25 m adâncime. Din faza de lemn, pe amprentele identificate pe laturile de NE și NV, erau ale unor porți construite din același material. 
Castrul de piatră orientat la fel cu fortificația dinainte, ar fi avut pe una dintre laturi o lungime de 137 m, iar pe o alta identificată 114. În NE a fost săpată porta praetoria, în NV porta principalis sinistra, un turn de colț trapezoidal și altul de curtină dreptunghiular.